# یاسوتومو سوزوکی
یاسوتومو سوزوکی (به ژاپنی: 鈴木 康友, Suzuki Yasutomo)؛ زادهٔ ۲۳ اوت ۱۹۵۷) سیاستمدار اهل ژاپن که فرماندار استان شیزوئوکا است. سوزوکی در سال ۱۹۸۰ از دانشگاه کیئو فارغ‌التحصیل شد. او در مجلس نمایندگان (ژاپن) در دایت ملی برای دو دوره، بین سال‌های ۲۰۰۰ و ۲۰۰۵، به عنوان عضوی از حزب دموکرات (ژاپن) شرکت داشت. او در سال ۲۰۰۷ به عنوان شهردار هاماماتسو انتخاب شد.